# Simon Schard
Simon Schard (* um 1535 in Neu-Haldensleben; † 26. Mai 1573 in Speyer; auch Schardius) war Jurist, Bibliophiler, Mitglied des Reichskammergerichts in Speyer und machte sich auch als Historiker verdient.

## Leben
Simon Schards Vater, Joachim Schard, war Kaplan und Adjunkt seines Schwagers, des lutherischen Pastors Thomas Moller. Sein Bruder hieß ebenfalls Joachim.
Im Jahr 1549 begann Schard sein Studium in Leipzig. Im Winter 1560 bereiste er Italien, wo er sich in Padua und Rom aufhielt und das Quellenwerk Eustathios herausgab. In Padua wurde er am 7. März 1560 zum Doktor beider Rechte  promoviert. 1561 hielt sich Schard in Basel auf und gab das dem Augsburger Bürgermeister Paul Hainzel gewidmete Werk De varia temporum in jure civili observatione Eusthatii olim Constantinopolitani antecessoris libellus heraus. Wenige Jahre später wurde er Rat des Herzogs Wolfgang von Zweibrücken und kam hierdurch in näheren Kontakt mit politischen Persönlichkeiten und Gelehrten wie Crato von Krafftheim und Thomas Rehdiger.
Im Jahr 1565 war Simon Schard in Basel immatrikuliert. Im Sommer 1566 ging Schard nach Speyer, wo er im Oktober Mitglied des Reichskammergerichts wurde. Daneben setzte er seine Studien und Sammlungen zur Zeitgeschichte fort. Eines seiner Hauptwerke waren die Scriptores rerum Germanicarum.

## Werke
- Tomus primus orationum ac elegiarum in funere illustrissimorum principum Germaniae (Sammlung der Leich- und Begräbnisreden auf die deutschen Fürsten von Maximilian I. († 1519) bis zu seiner eigenen Zeit)
- Germanicarum Rerum Quatuor Celebriores Vetustioresque Chronographi […]; Frankfurt a. M. 1566
- Historicum opus in quatuor tomos divisum; Basel 1574